# Корсаков, Николай Николаевич
Николай Николаевич Корсаков (род. 19 октября 1956, Каменка, Пензенская область) — российский политический деятель. Депутат Государственной Думы второго созыва (1995—1999).

## Биография
В 1995-м году по рекомендации Совета рабочих Москвы и членов ЦК КПРФ Кулешова Ф. Е. и Серёгина С. И. был выдвинут кандидатом в депутаты и избран депутатом Государственной Думы Федерального Собрания Российской Федерации и членом ЦК КПРФ.
В 1999-м году избираться на второй срок отказался, поскольку был разочарован реальными возможностями депутата ГД изменить положение ситуации в стране.
В течение двух сроков работал членом ТИК района Филёвский парк, с правом решающего голоса.
В 2016 году баллотировался в депутаты Государственной думы от КПРФ по 200-му (Преображенскому) избирательному округу в Москве. Набрал 10,2 % голосов, занял третье место.